# Partsrådet
Partsrådet, Rådet för partsgemensamt stöd på det statliga avtalsområdet, är en ideell organisation i Sverige som består av arbetsgivare och fack inom staten. Partsrådet tillhandahåller genom sina arbetsområden verktyg för ett bättre arbetsliv, bättre lönebildning, bättre arbetsmiljö, bättre samverkan och bättre utveckling på statliga arbetsplatser. De fyra parter som ingår i Partsrådet är Arbetsgivarverket och de tre arbetstagarorganisationerna OFR/S,P,O, Saco-S och Seko.
Inom Partsrådet jobbar fack och arbetsgivare centralt inom staten med att ge stöd i form av utbildning, verktyg, seminarier och inspiration till fackliga företrädare och arbetsgivarföreträdare lokalt på statliga myndigheter. Partsrådet arbetar för att statlig sektor ska ha de bästa arbetsplatserna, vilket i sin tur ger en bättre statsförvaltning. 

## Arbetsområden
Partsrådet är indelat i arbetsområden, som parterna gemensamt har kommit överens om i centrala förhandlingar. Det finns 2024 fyra arbetsområden:

### Arbetsmiljö ur ett partsperspektiv
Arbetsområdet stöttar lokala parter genom att erbjuda arbetsmiljöutbildningar och seminarier samt tillhandahålla verktyg som kan användas i arbetsmiljöarbetet ute på myndigheterna. Fokus ligger på att främja hälsa och få ner sjuktalen.

### Centrala parters stöd till lokal lönebildning
Centrala parter erbjuder aktiviteter för att stötta lokala löneprocesser inför, under och efter lönerevisionen samt verkar för en saklig lönesättning där dialogen kring medarbetarens lön håller hög kvalitet.

### Centrala parters stöd till samverkan på lokal nivå
Centrala parter erbjuder aktiviteter som kan ge lokala parter kunskap om de tankar som ligger till grund för det centrala samverkansavtalet på det statliga avtalsområdet och förutsättningar att kunna utveckla en samverkan utifrån den egna verksamhetens behov och förutsättningar.

### Hållbart arbetsliv
Hållbart arbetsliv skiljer sig från övriga arbetsområden genom att erbjuda lokala parter operativt stöd på arbetsplatsen anpassat efter de skilda behov som finns på statliga myndigheter. Målsättningen med Hållbart arbetsliv är att bidra till en bättre arbetsdag, varje dag genom friska och engagerade arbetsplatser.

## Ledning
Partsrådet leds av en styrelse med representanter från Arbetsgivarverket och de fackliga organisationerna. Arbetsgivarverkets Åsa Krook är styrelseordförande och Anna Steen, Saco-S, är vice ordförande för Partsrådet. Det operativa arbetet leds av ett kansli där Ulrica Engström Nilsson är kanslichef.

## Finansiering
Partsrådet finansieras genom att medlemmarna, de statliga myndigheterna och andra verksamheter knutna till det statliga avtalsområdet, betalar en avgift på 0,055 procent av lönesumman.

## Historik
Efter en överenskommelse 1992 startade de centrala parterna inom det statliga avtalsområdet Utvecklingsrådet för den statliga sektorn den 1 juli 1993. Syftet var att stötta partsgemensamt utvecklingsarbete på myndigheterna (motsvarande). Det handlade både om utvecklingsarbete som parterna lokalt själva tog initiativ till och sådant som Utvecklingsrådets styrelse fattade beslut om.
Den 1 juni 2008 bildades Rådet för partsgemensamt stöd på det statliga avtalsområdet (Partsrådet) ur Utvecklingsrådet. Fokus är nu att stödja lokala arbetsgivar- och fackliga företrädare på myndigheterna och andra verksamheter knutna till det statliga avtalsområdet utifrån särskilda överenskommelser som träffas i kollektivavtal av centrala parter på det statliga avtalsområdet, det vill säga Arbetsgivarverket, OFR/S,P,O, Saco-S och Seko.